# Kuwanaspis foliosa
Kuwanaspis foliosa är en insektsart som beskrevs av Wu 1986. Kuwanaspis foliosa ingår i släktet Kuwanaspis och familjen pansarsköldlöss. Inga underarter finns listade i Catalogue of Life.